# Synedoida
Synedoida is een geslacht van vlinders van de familie spinneruilen (Erebidae), uit de onderfamilie Catocalinae.

## Soorten
- S. adumbrata Behr, 1870
- S. alleni Grote, 1877
- S. biformata Edwards, 1878
- S. divergens Behr, 1870
- S. edwardsii Behr, 1870
- S. fumosa Strecker, 1898
- S. grandirena Haworth, 1809
- S. howlandii Grote, 1864
- S. hudsonica Grote & Robinson, 1865
- S. inepta Edwards, 1881
- S. maculosa Behr, 1870
- S. nubicola Behr, 1870
- S. ochracea Behr, 1870
- S. pallescens Grote & Robinson, 1866
- S. perplexa Edwards, 1884
- S. petricola Walker, 1858
- S. pulchra Barnes & McDunnough, 1918
- S. sabulosa Edwards, 1881
- S. scrupulosa Edwards, 1878
- S. stretchii Behr, 1870
- S. tejonica Behr, 1870